# Mauro Icardi
Mauro Emanuel Icardi Rivero (Rosario, 19 februari 1993) is een Argentijns voetballer die doorgaans als aanvaller speelt. Icardi debuteerde in 2013 in de nationale ploeg van Argentinië.

## Clubcarrière
Icardi werd geboren in Rosario. Hij verhuisde op zesjarige leeftijd met zijn familie naar Spanje. Zijn voetbalcarrière begon hier bij Vecindario. Daarvoor maakte hij in zeven jaar 500 doelpunten in de jeugd. Icardi kreeg in 2008 aanbiedingen van FC Barcelona, Real Madrid, Valencia, Sevilla, Espanyol, Deportivo La Coruña, Arsenal en Liverpool. Barça won uiteindelijk de strijd om de toen vijftienjarige Icardi. Hij begon bij Barça bij de –17. Het seizoen erop speelde hij in de –19.

### Sampdoria
Barcelona verhuurde Icardi halverwege het seizoen aan Sampdoria. Hiervoor maakte hij in negentien wedstrijden dertien doelpunten in de Italiaanse reservencompetitie. Sampdoria besloot om de aankoopoptie te lichten en betaalde 400.000 euro voor de Argentijnse aanvaller. Icardi tekende een driejarig contract bij Sampdoria. Hij maakte op 12 mei 2012 zijn profdebuut, in de Serie B tegen Juve Stabia. Hij viel in na 75 minuten. Vijf minuten voor het einde van de reguliere speeltijd maakte hij het winnende doelpunt voor Sampdoria. De wedstrijd eindigde in 1-2 in het voordeel van Sampdoria.

### Internazionale
In april 2013 werd bekend dat Icardi na afloop van het seizoen 2012/13 zou verhuizen naar Internazionale. Hij tekende een vierjarig contract bij Inter, dat 6 miljoen euro betaalde voor de Argentijnse spits. Icardi maakte op 14 september 2013 zijn eerste doelpunt voor Inter, tegen Juventus. Dit bleek zijn eerste van meer dan 100 goals voor de Milanese club, meer dan 120 inclusief die in Coppa Italia, de Europa League en de UEFA Champions League. Icardi werd in zowel het seizoen 2014/15 als 2017/18 gedeeld topscorer van de Serie A.

### Paris Saint-Germain
De relatie tussen Icardi en Inter raakte in het seizoen 2018/19 verstoord. De Italiaanse club verhuurde hem gedurende het seizoen 2019/20 vervolgens aan Paris Saint-Germain, de kampioen van Frankrijk in zes van de zevende voorgaande seizoenen. Op 31 mei 2020 werd bekendgemaakt dat Paris Saint-Germain Icardi definitief overneemt tot en met juni 2024.
Na toptransfers als Lionel Messi naar de club werd Icardi persona non grata en uit de selectie gezet.

### Galatasaray
Voor het seizoen 2022/23 werd hij verhuurd aan Galatasaray. Hij ontwikkelde zich tot een ware cultheld bij de club.
Na de huurperiode tekende hij voor drie seizoenen, plus een optioneel vierde seizoen. Galatasaray betaalde 10 miljoen euro voor zijn transfersom en kende een salaris toe van 10 miljoen euro per jaar, met behulp van sponsoren.

#### Records
- Op 30 mei 2023 scoorde hij tegen Ankaragücü. Dit was zijn 8e doelpunt op rij voor het team, zonder dat een ander scoorde, waarmee hij het clubrecord in die categorie brak.
- Zijn salaris van 10 miljoen euro per jaar maakte hem de duurst betaalde voetballer in de Turkse voetbalgeschiedenis.
- Op 22 oktober 2023 maakte hij twee goals in de stadsderby tegen Beşiktaş. Hij werd hiermee de meest scorende buitenlander in derby's namens Galatasaray.
- In het seizoen 2023/24 werd hij met 25 doelpunten de eerste Argentijnse topscorer van de Süper Lig.

## Clubstatistieken
| Seizoen | Club                | Competitie | Competitie | Competitie | Competitie | Beker | Beker | Beker | Europa | Europa | Europa | Totaal | Totaal | Totaal |
| Seizoen | Club                | Competitie | Wed.       | Dlp.       | Ass.       | Wed.  | Dlp.  | Ass.  | Wed.   | Dlp.   | Ass.   | Wed.   | Dlp.   | Ass.   |
| ------- | ------------------- | ---------- | ---------- | ---------- | ---------- | ----- | ----- | ----- | ------ | ------ | ------ | ------ | ------ | ------ |
| 2012/13 | Sampdoria           | Serie B    | 2          | 1          | 0          | —     | —     | —     | —      | —      | —      | 2      | 1      | 0      |
| 2012/13 | Sampdoria           | Serie A    | 31         | 10         | 4          | —     | —     | —     | —      | —      | —      | 31     | 10     | 4      |
| 2013/14 | Internazionale      | Serie A    | 22         | 9          | 2          | 1     | 0     | 0     | —      | —      | —      | 23     | 9      | 2      |
| 2014/15 | Internazionale      | Serie A    | 36         | 22         | 8          | 2     | 1     | 0     | 10     | 4      | 1      | 48     | 27     | 9      |
| 2015/16 | Internazionale      | Serie A    | 33         | 16         | 4          | 1     | 0     | 0     | —      | —      | —      | 34     | 16     | 4      |
| 2016/17 | Internazionale      | Serie A    | 34         | 24         | 8          | 2     | 0     | 0     | 5      | 2      | 0      | 41     | 26     | 8      |
| 2017/18 | Internazionale      | Serie A    | 34         | 29         | 1          | 2     | 0     | 0     | —      | —      | —      | 36     | 29     | 1      |
| 2018/19 | Internazionale      | Serie A    | 29         | 11         | 4          | 2     | 2     | 1     | 6      | 4      | 0      | 37     | 17     | 5      |
| 2019/20 | → PSG               | Ligue 1    | 20         | 12         | 3          | 7     | 3     | 1     | 7      | 5      | 0      | 34     | 20     | 4      |
| 2020/21 | Paris Saint-Germain | Ligue 1    | 20         | 7          | 4          | 4     | 5     | 1     | 3      | 0      | 1      | 27     | 13     | 6      |
| 2021/22 | Paris Saint-Germain | Ligue 1    | 24         | 4          | 0          | 2     | 1     | 0     | 3      | 0      | 0      | 29     | 5      | 0      |
| 2022/23 | →Galatasaray        | Süper Lig  | 24         | 22         | 7          | 2     | 1     | 1     | —      | —      | —      | 26     | 23     | 8      |
| 2023/24 | Galatasaray         | Süper Lig  | 34         | 25         | 9          | 1     | 1     | 0     | 12     | 6      | 3      | 47     | 32     | 12     |
| 2024/25 | Galatasaray         | Süper Lig  | 7          | 4          | 1          | 1     | 0     | 0     | 6      | 2      | 0      | 14     | 6      | 1      |
| 2025/26 | Galatasaray         | Süper Lig  | 1          | 1          | 0          | 0     | 0     | 0     | 0      | 0      | 0      | 1      | 1      | 0      |
| Totaal  | Totaal              | Totaal     | 351        | 197        | 55         | 27    | 14    | 4     | 52     | 23     | 5      | 430    | 235    | 64     |

Bijgewerkt tot en met 15 augustus 2025.

## Interlandcarrière
Icardi maakte op 16 oktober 2013 onder leiding van bondscoach Alejandro Sabella zijn debuut in de nationale ploeg van Argentinië, in een kwalificatiewedstrijd voor het WK 2014 tegen Uruguay (2–3 verlies). Hij werd daarna niet meer opgeroepen tot juni 2017. Zijn tweede interland volgde op 1 september 2017, opnieuw een WK-kwalificatiewedstrijd tegen Uruguay (0–0). Zijn eerste interlanddoelpunt volgde op 21 november 2018. Hij schoot Argentinië toen op 1–0 in een met 2–0 gewonnen oefeninterland tegen Mexico.

## Erelijst
| Competitie            | Aantal              | Jaren                     |                     |                     |
| Paris Saint-Germain   | Paris Saint-Germain | Paris Saint-Germain       | Paris Saint-Germain | Paris Saint-Germain |
| --------------------- | ------------------- | ------------------------- | ------------------- | ------------------- |
| Ligue 1               | 2x                  | 2019/20, 2021/22          |                     |                     |
| Coupe de France       | 2x                  | 2019/20, 2020/21          |                     |                     |
| Coupe de la Ligue     | 1x                  | 2019/20                   |                     |                     |
| Trophée des Champions | 1x                  | 2020                      |                     |                     |
| Galatasaray           |                     |                           |                     |                     |
| Süper Lig             | 3x                  | 2022/23, 2023/24, 2024/25 |                     |                     |
| Turkse voetbalbeker   | 1×                  | 2024/25                   |                     |                     |
| Turkse supercup       | 1x                  | 2023                      |                     |                     |

| Individueel         |    |                  |
| Topscorer Serie A   | 2x | 2014/15, 2017/18 |
| Topscorer Süper Lig | 1x | 2023/24          |

4 Jakobs ·
5 Aydın ·
6 Sánchez ·
7 Sallai ·
8 Sara ·
9 Icardi ·
10 Sané ·
11 Akgün ·	
17 Elmalı ·
18 Kutlu ·
19 Güvenç ·
21 Kutucu ·
22 Zaniolo ·
23 Ayhan ·
24 Jelert ·
25 Nelsson ·
26 Cuesta ·
27 Köhn ·
30 Demir ·
33 Gürpüz ·
34 Torreira ·
42 Bardakcı ·
45 Osimhen ·
50  J. Yılmaz ·
53 B. Yılmaz ·
81 Bülbül ·
83 Akman ·
88 Karataş ·
90 Baltacı ·
91 Ünyay ·
99 Lemina ·
Coach: Buruk